# Polyèdre étoilé
En géométrie, le terme polyèdre étoilé ne semble pas avoir été défini proprement, même si l'objet est pensé dans le sens commun. On peut dire qu'un polyèdre étoilé est un polyèdre qui possède une certaine qualité répétitive de non-convexité lui donnant l'aspect d'une étoile.
Il existe deux espèces générales de polyèdres étoilés :
- Les polyèdres qui s'auto-intersectent d'une manière répétitive.
- Les polyèdres concaves d'une sorte particulière qui alternent les parties concaves et convexes ou les sommets de selle d'une manière répétitive.

Les études des polyèdres étoilés concernent généralement les polyèdres uniformes ou réguliers. Toutes ces étoiles sont de l'espèce auto-intersectante. Ainsi, certaines autorités peuvent argumenter que l'espèce concave n'est pas étoilé proprement. Mais les derniers usages semblent si communs que cela ne peut pas être ignoré. La chose importante est d'être clair avec l'espèce dont on parle.

## Les polyèdres étoilés uniformes et réguliers
Il existe beaucoup de polyèdres étoilés uniformes incluant deux séries infinies, celle des prismes et des antiprismes.
Il existe quatre polyèdres étoilés réguliers, connus sous le nom solides de Kepler-Poinsot.
Ceux-ci sont tous auto-intersectants. Il n'existe pas de polyèdre uniforme ou régulier de type concave.

## Les polytopes étoilés
Les polytopes de dimension plus élevée s'intersectant sont appelés des polytopes étoilés ; par exemple, les 10 polychores étoilés réguliers, appelés les polychores de Schläfli-Hess.